# رافاييل مارتين
رافاييل مارتين (بالإسبانية: Rafael Martín)‏ (12 سبتمبر 1914 في السلفادور - 22 أبريل 2010 في بنما) هو لاعب كرة سلة إسباني في مركز هجوم صغير الجسم.

## وصلات خارجية
- رافاييل مارتين على موقع الاتحاد الدولي لكرة السلة (الإنجليزية)